# Bad Kleinen
Bad Kleinen (indtil 1915 Kleinen) er en kommune i Landkreis Nordwestmecklenburg i Mecklenburg-Vorpommern, Tyskland. Det ligger på den nordlige bred af Schweriner See. Bad Kleinen er en del af Metropolregion Hamburg.

## Geografi
Kommunen ligger på den nordlige bred af Schweriner See, der er den fjerdestørste sø i Tyskland, og ligger cirka halvvejs mellem delstatshovedstaden Schwerin og hansestaden Wismar, og tæt på Lübeck. Den berømte tyske filosof og matematiker Gottlob Frege (*8. november 1848 Wismar – †26. juli 1925 Bad Kleinen) boede i Bad Kleinen. Til hans ære arrangerer  indbyggerne i Nordwestmecklenburg hvert år, i løbet af foråret, en vandretur mellem Wismar (Freges fødested) og Bad Kleinen. Den nuværende borgmester i Bad Kleinen er Joachim Wölm.

## Historie
Under politiaktion den 27. juni 1993 blev den tyske forbundspolitibetjent Michael Newrzella og den røde armé-fraktionsmedlem Wolfgang Grams dræbt på perronen på Bad Kleinen station.